# Yuan Shu
Yuan Shu (155-199), omgangsnaam Gonglu, was een krijgsheer tijdens de laatste jaren van de Han-dynastie.

## Levensloop
Yuan Shu kwam uit een rijke en befaamde familie, zijn voorouders hadden hoge posities aan het Han-hof bekleed. Mede dankzij deze afkomst werd hem een hoge militaire post gegeven. In 189 werd He Jin vermoord door eunuchen, hierna roeide Yuan Shu met zijn half-broer Yuan Shao alle eunuchen uit. Dong Zhuo, een gewinterde generaal, maakte gebruik van het machtsvacuüm en greep de macht in de hoofdstad Luoyang. Yuan Shu vluchtte hierna naar Nanyang en hij nam de controle van dit gebied over.
In 190 werd een coalitie gevormd tegen Dong Zhuo. Onder andere Yuan Shu en Yuan Shao maakte onderdeel uit van deze coalitie. De coalitie wist geen grote successen te boeken, en al snel ontstond er onderling wantrouwen waardoor de coalitie uit elkaar viel. Yuan Shu allieerde zich met een andere krijgsheer, Gongsun Zan, en samen vochten ze tegen Yuan Shao en diens commandanten. Toen Yuan Shao zich allieerde met Liu Biao was Yuan Shu gedwongen zijn basis in Nanyang te verlaten. Uiteindelijk vestigde hij zich in Shouchun, waar hij zijn positie consolideerde.

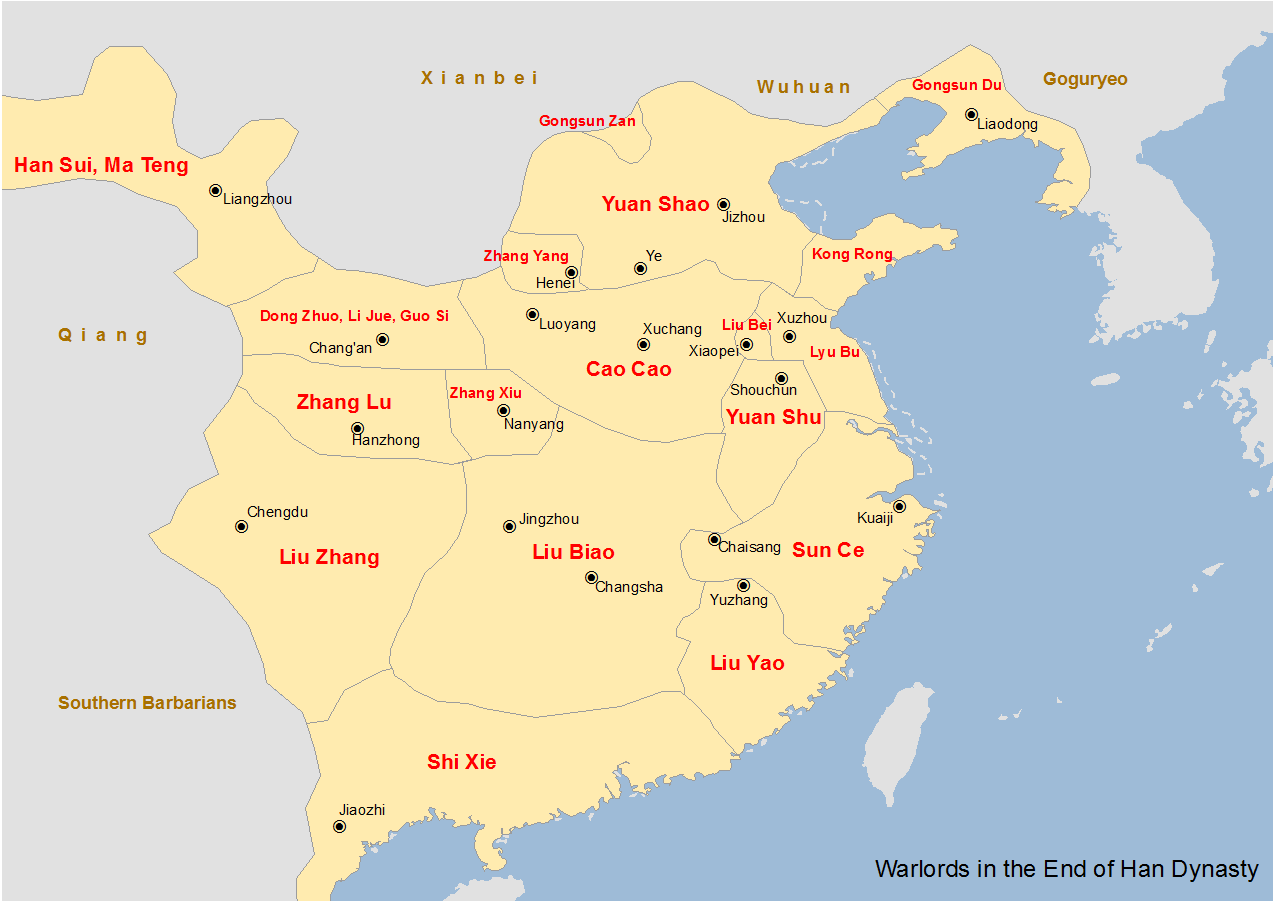
Een kaart van de Han-dynastie met de belangrijkste krijgsheren in 190

### Yuan Shu sticht de Zhong-dynastie
In 197 stichtte Yuan Shu de Zhong-dynastie met hemzelf als keizer. Yuan Shu was niet geliefd bij zijn onderdanen en door deze actie verlieten veel van zijn commandanten hem. Een van deze commandanten was Sun Ce, hij had veel gebied veroverd voor Yuan Shu, dit gebied en zijn leger waren loyaal aan Sun Ce zelf. Vervolgens droeg het Han-hof, toen onder de facto controle van Cao Cao, Sun Ce op samen met andere krijgsheren Yuan Shu te verslaan. Yuan Shu was omsingeld door vijanden en hield het niet lang uit. Hij werd wanhopig en probeerde te vluchten naar Yuan Shao in het noorden. Yuan Shao wilde hem accepteren en hij stuurde zijn zoon Yuan Tan om Yuan Shu te escorteren. Maar Cao Cao blokkeerde de weg waardoor Yuan Shu nergens meer heen kon en niet lang later, in 199, overleed.